# Gérard Krause
Gérard Krause (* 24. Februar 1965 in Montreuil) ist ein deutscher Epidemiologe und früherer Leiter der Abteilung Epidemiologie am Helmholtz-Zentrum für Infektionsforschung in Braunschweig. Seit März 2023 leitet er die neu eingerichtete Abteilung für „Surveillance Systems“ bei der Weltgesundheitsorganisation (WHO).

## Leben
Gérard Krause schloss sein Medizinstudium an der Universität Mainz im Jahr 1993 ab und wurde im selben Jahr an der Universität Heidelberg zum Doktor der Medizin in Tropenhygiene promoviert. Anschließend war er als Arzt und wissenschaftlicher Mitarbeiter am Universitätsklinikum Heidelberg, am Paracelsus-Krankenhaus Osnabrück und am Universitätsklinikum Freiburg in den Fachbereichen Innere Medizin, Tropenmedizin und Krankenhaushygiene tätig sowie zwei Jahre lang im Bereich Epidemiologie in Atlanta (USA). Von 2005 bis 2013 wirkte er als Fachgebiets- und Abteilungsleiter am Robert Koch-Institut in Berlin. Er habilitierte sich im Jahr 2005 an der Berliner Charité in Epidemiologie und Hygiene. Dort gründete er 2008 einen Masterstudiengang für angewandte Epidemiologie.
Ab 2011 war Krause Professor für Infektionsepidemiologie an der Medizinischen Hochschule Hannover und leitete außerdem die Abteilung Epidemiologie am Helmholtz-Zentrum für Infektionsforschung. Dort gründete er 2013 einen PhD-Studiengang für Epidemiologie. Außerdem  war er Koordinator der Translational Infrastructure Epidemiology im Deutschen Zentrum für Infektionsforschung (DZIF) und Leiter einer Kompetenzeinheit und eines Studienzentrums in der NAKO Gesundheitsstudie. Von 2016 bis zum März 2023 war er zudem Institutsleiter am TWINCORE Zentrum für Experimentelle und Klinische Infektionsforschung in Hannover.
Ausgehend von einem Ebola-Ausbruch in Westafrika entwickelte er seit 2014 die Software Surveillance, Outbreak Response Management and Analysis System (SORMAS) zur Überwachung der Ausbreitung von Virus-Krankheiten, die im Rahmen der COVID-19-Pandemie, während der er zum Beraterstab der Bundes- und Landesregierungen gehörte, weltweit Anwendung fand.
Für seine Beiträge auf dem Gebiet der translationalen Infektionsepidemiologie, insbesondere für die Entwicklung des Epidemie-Managementsystems SORMAS wurde er mit dem Preis für translationale Infektionsforschung 2022 des DZIF ausgezeichnet.
Zum März 2023 übernahm Krause die Leitung der neu eingerichtete Abteilung für „Surveillance Systems“ bei der WHO.